# El Moyesser
El Moyesser es una comuna o municipio del departamento de Boutilimit, en la región de Trarza, en Mauritania. En marzo de 2013 presentaba una población censada de 2644 habitantes.
Se encuentra ubicada al suroeste del país, en el desierto del Sahara, cerca del río Senegal —que la separa de Senegal— y del sebja de Ndrhamcha.